# روابط ارمنستان و اروگوئه
روابط خارجی بین ارمنستان و اروگوئه وجود دارد. اروگوئه، به عنوان یک کشور کوچک آمریکای جنوبی، میزبان جامعه بزرگی از مردم ارمنی است. جامعه ارمنی در اروگوئه تقریباً ۱۶۰۰۰ نفر است.

## تاریخچه

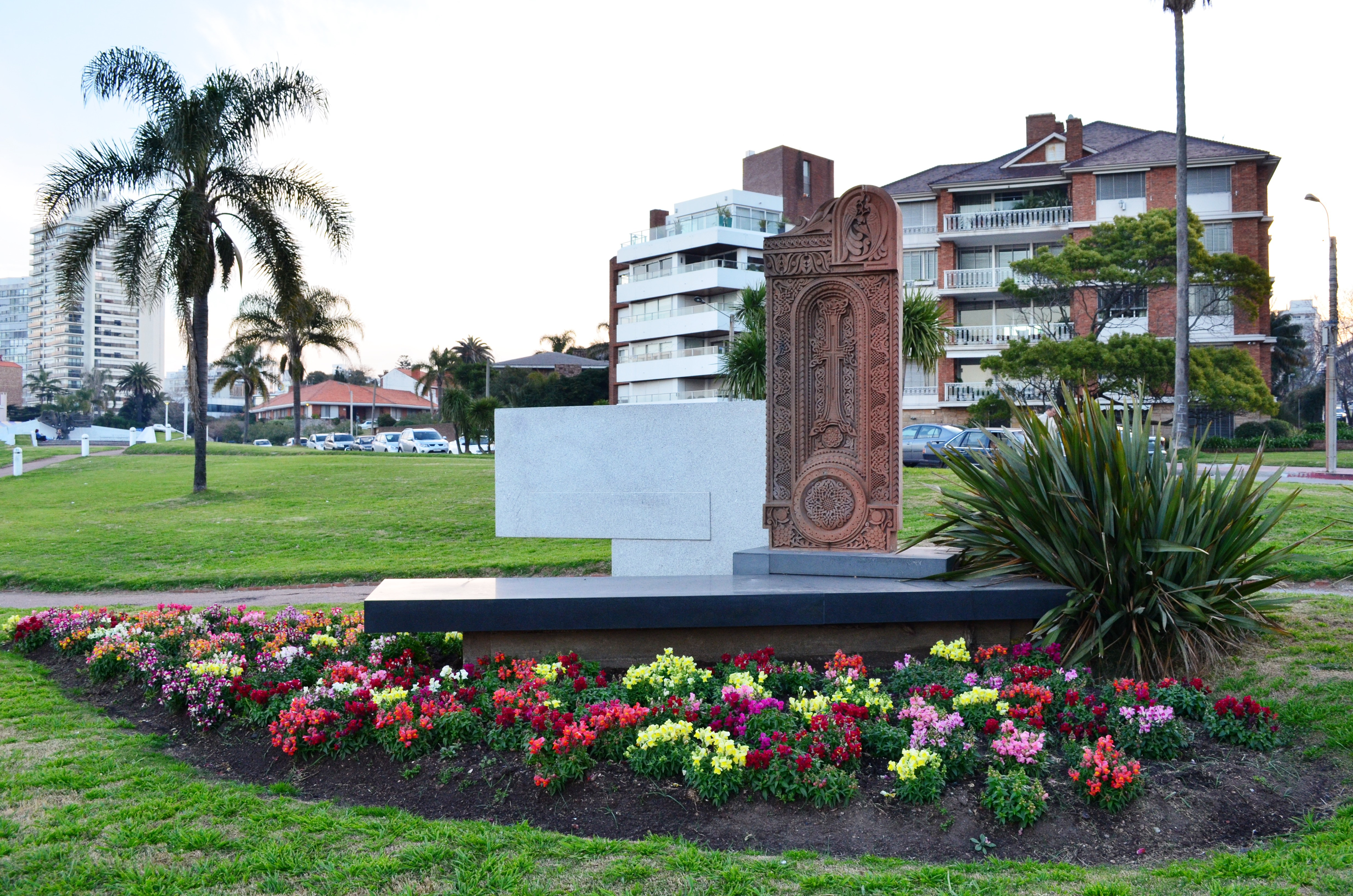
سنگ صلیب ارمنی (خاچکار) در پلازا ارمنستان در مونته ویدئو

اولین ورود ارمنی‌ها به اروگوئه در اواخر دهه ۱۸۰۰ اتفاق افتاد. بین سال‌های ۱۹۲۰ و ۱۹۳۰، موج‌های بزرگی از ارمنی‌ها به این کشور رسید، بسیاری از آنها از نسل‌کشی ارمنی‌ها که توسط امپراتوری عثمانی انجام شد جان سالم به در بردند. در ۲۰ آوریل ۱۹۶۵، اروگوئه اولین کشوری بود که نسل‌کشی ارمنی‌ها را به رسمیت شناخت. در سال ۱۹۳۹، شعبه اروگوئه AGBU دفاتر خود را در مونته ویدئو افتتاح کرد.
در ۲۶ دسامبر ۱۹۹۱، ارمنستان پس از فروپاشی اتحاد جماهیر شوروی استقلال خود را به دست آورد. در ۲۷ می ۱۹۹۲، ارمنستان و اروگوئه روابط دیپلماتیک برقرار کردند. در ژوئن ۱۹۹۲، لوون ترپتروسیان، رئیس‌جمهور ارمنستان، یک سفر رسمی به اروگوئه داشت. در فوریه ۱۹۹۷، اروگوئه یک کنسولگری افتخاری در ایروان افتتاح کرد. در ماه مه ۲۰۱۲، وزیر امور خارجه اروگوئه، لوئیس آلماگرو لمز، یک دیدار رسمی از ارمنستان، بالاترین مقام اروگوئه برای دیدار از این کشور انجام داد.
از سال ۲۰۱۶، سازمان‌های محلی ارمنی تلاش‌های ترکیه برای به حداقل رساندن حضور ارمنی‌ها را محکوم می‌کنند. در دسامبر ۲۰۲۱، اروگوئه یک سفارت مقیم در ایروان افتتاح کرد. در سال ۲۰۲۳، ارمنستان یک سفارت مقیم در مونته ویدئو افتتاح کرد.
نیکول پاشینیان، نخست‌وزیر ارمنستان، پیامی تبریک به یاماندو اورسی، رئیس‌جمهور منتخب جمهوری شرقی اوروگوئه، به مناسبت انتخاب او به این سمت ارسال کرد. در متن این پیام آمده است: «از صمیم قلب انتخاب شما را به عنوان رئیس‌جمهور جمهوری شرقی اوروگوئه تبریک می‌گویم و برای شما در این مأموریت بلندپایه و مسئولانه آرزوی موفقیت دارم. من از روابط دوستانه تاریخی میان ارمنستان و اوروگوئه به شدت قدردانی می‌کنم و با خرسندی تأکید می‌کنم که در سال‌های اخیر این روابط وارد مرحله جدیدی از توسعه شده است. جامعه بزرگ ارمنی در اوروگوئه نقش مهمی در عمیق‌تر کردن همکاری‌های میان دو کشور ایفا می‌کند. مایلم آمادگی خود را برای همکاری مشترک و غنی‌سازی دستور کار دو جانبه‌مان به نفع ملت‌ها و کشورهای دوستانمان اعلام کنم. با استفاده از این فرصت، از شما دعوت می‌کنم تا در زمان مناسب برای شما، یک بازدید رسمی از ارمنستان داشته باشید.»

## توافق‌نامه‌ها
ارمنستان و اروگوئه از زمان برقراری روابط دیپلماتیک بین هر دو کشور در سال ۱۹۹۲ موافقت‌نامه‌های دوجانبه متعددی را مانند موافقت‌نامه ایجاد رژیم بدون ویزا برای دارندگان گذرنامه‌های دیپلماتیک و خدمات. موافقتنامه همکاری در زمینه فرهنگ؛ موافقتنامه همکاری در زمینه بهداشت و درمان؛ موافقتنامه تشویق و حمایت متقابل از سرمایه‌گذاری ها؛ موافقتنامه حذف نیاز به روادید برای دارندگان گذرنامه عادی و موافقتنامه همکاری اقتصادی امضا کرده‌اند.

## نمایندگی‌های دو کشور
ارمنستان در مونته ویدئو و اروگوئه در ایروان سفارت دارد.
۱۴ نوامبر، مریم گئورگیان، سفیر ارمنستان در اوروگوئه، اعتبارنامه خود را به رئیس‌جمهور لوئیس لاکاله پو ارائه کرد، وزارت امور خارجه ارمنستان اعلام کرد. در دیدار پس از مراسم که وزیر امور خارجه اوروگوئه، عمر پاگانیانی نیز در آن حضور داشت، رئیس‌جمهور لاکاله پو به سفیر ارمنستان تبریک گفته و برای او در این مأموریت مسئولانه آرزوی موفقیت کرد. در این گفت‌وگو، طرفین به چشم‌اندازهای تقویت روابط ارمنستان و اوروگوئه پرداخته و بر ماهیت دوستانه تاریخی روابط تأکید کردند و از افتتاح سفارت ارمنستان در مونته‌ویدئو ابراز خرسندی کردند. سفیر گئورگیان همچنین رئیس‌جمهور اوروگوئه را از وضعیت امنیت منطقه‌ای و تلاش‌های ارمنستان برای دستیابی به صلح پایدار و دائمی مطلع کرد.
آلن سیمونیان، رئیس مجلس ملی ارمنستان، روز پنج‌شنبه میزبان هیأتی به رهبری آنا اولیورا، رئیس مجلس نمایندگان اوروگوئه، بود که به‌طور رسمی به ارمنستان سفر کرده است. سرویس مطبوعاتی مجلس ملی ارمنستان به نقل از خبرگزاری Armenian News-NEWS.am اعلام کرد که سیمونیان ضمن تشکر از این سفر، اهمیت چنین دیدارهایی را از نظر توسعه روابط دوجانبه مطرح کرده و به حمایت‌های مداوم اوروگوئه از مردم ارمنستان و مواضع آن کشور در موضوعات حساس اشاره کرد. همچنین، رئیس مجلس ارمنستان روند نرمال‌سازی روابط ارمنستان و آذربایجان را به اولیورا توضیح داد و جزئیاتی از فرایند مذاکرات و پروژه «دالان صلح» دولت ارمنستان ارائه کرد. در این دیدار، روابط ارمنستان و اوروگوئه و موضوعات مختلف دوجانبه دیگر نیز مورد بحث قرار گرفت. آنا اولیورا، رئیس مجلس نمایندگان اوروگوئه، نیز از استقبال گرم ارمنستان قدردانی کرده و تأکید کرد که اوروگوئه به شدت به توسعه روابط با ارمنستان اهمیت می‌دهد.